# Gemeprost
Gemeprost (16,16-dimetil-trans-delta2 PGE1 metil estar) je analog prostaglandina E1.

## Klinička upotreba
On se koristi za tretman akušerskog krvarenja.
On se koristi zajedno sa mifepristonom za terminaciju trudnoće do 24-te nedelje gestacije.

## Nuspojave
Neki od nuspojava su vaginalno krvarenje, grčevi, mučnina, povraćanje, dijareja, glavobolja, slabost mišića i vrtoglavica.

## Spoljašnje veze
|  | Molimo Vas, obratite pažnju na važno upozorenje u vezi sa temama iz oblasti medicine (zdravlja). |